# Рековери
Ледникът Рековери (на английски: Recovery Glacier) е планински ледник в Източна Антарктида, Земя Котс, дължина 96 km, ширина до 64 km. Води началото си от планината Шакълтън (2012 m), „протича“ по нейното южно подножие и северно от нунатаките Уичавей се „влива“ в югоизточната част на шелфовия ледник Филфнер.
Ледникът Рековерие открит през 1957 г. от Британската трансантарктическа експедиция (1955 – 58) с ръководител Вивиан Фукс и е наименуван Рековери (англ. възстановяване), тъй като върху него са се извършили ремонтни дейности по превозните средства на експедицията.